# Xã 1, Quận Rooks, Kansas
Xã 1 (tiếng Anh: Township 1) là một xã thuộc quận Rooks, tiểu bang Kansas, Hoa Kỳ. Năm 2010, dân số của xã này là 242 người.